# آکسل آکتاش
آکسل آکتاش (ترکی استانبولی: Aksel Aktaş؛ زادهٔ ۱۵ ژوئیهٔ ۱۹۹۹) بازیکن فوتبال اهل فرانسه است.
از باشگاه‌هایی که در آن بازی کرده‌است می‌توان به باشگاه فوتبال استاد رنس اشاره کرد.
وی همچنین در تیم‌های ملی فوتبال France national under-16 football team، زیر ۱۸ سال فرانسه، و Turkey national under-19 football team بازی کرده‌است.